# Granat obronny

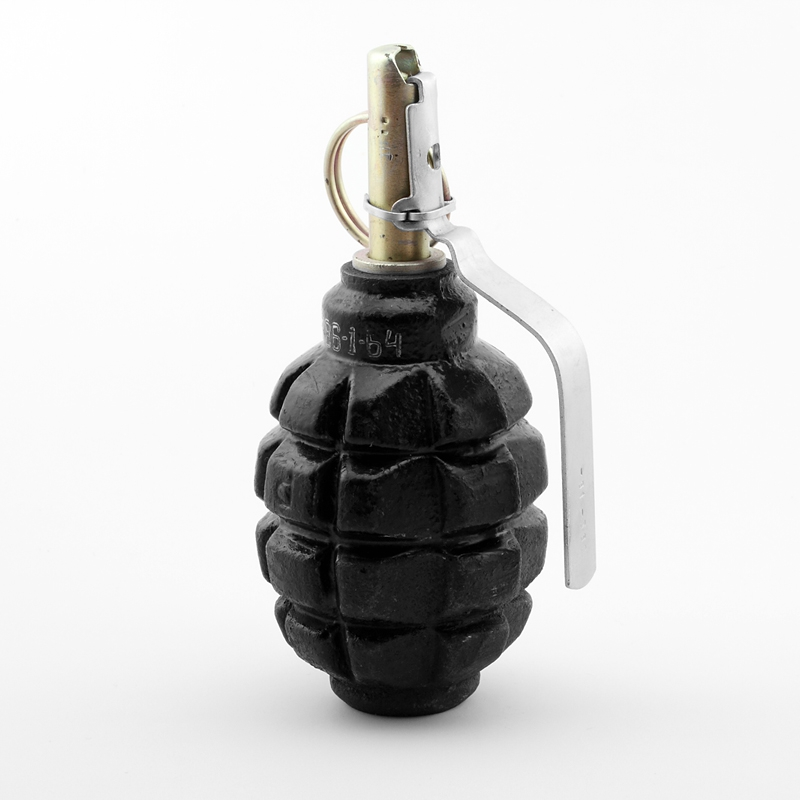
Klasyczny granat obronny, radziecki F-1

Granat obronny – odłamkowy granat ręczny przeznaczony do zwalczania nacierającej piechoty przeciwnika. Zbudowany jest z grubościennej skorupy wypełnionej materiałem wybuchowym i zapalnika (najczęściej pirotechnicznego zapalnika czasowego). Granat obronny razi głównie odłamkami pochodzącymi ze skorupy. Jego skuteczny zasięg może sięgać 200 m, co przekracza możliwy zasięg rzutu i stwarza zagrożenie dla rzucającego, dlatego rzuca się je wyłącznie z ukrycia. 
W starszych typach granatów obronnych (tzw. bomba Millsa) skorupa była odlewem z nacięciami mającymi zapewniać kontrolowaną fragmentację. Ponieważ ten sposób kontrolowania fragmentacji okazał się mało skuteczny, skonstruowano granaty obronne ze skorupą ze stopów lekkich (później tworzyw sztucznych). Wewnątrz skorupy zatopione były prefabrykowane odłamki uwalniane w momencie wybuchu. W przypadku granatów obronnych nowej generacji (z odłamkami prefabrykowanymi) zasięg odłamków jest mniejszy od zasięgu rzutu. Granaty obronne ze skorupą zawierającą prefabrykowane odłamki są zaliczane do granatów uniwersalnych.
Innym typem granatów uniwersalnych są granaty zaczepne, które można przekształcić w obronne przez nałożenie na nie odłamkowej koszulki.